# Нух
Нух (араб. نوح‎) — в исламе первый из пяти великих пророков (наби) и посланников (расуль), посланных Аллахом к людям. Тождественен библейскому Ною (Ноаху). Имя Нуха встречается во многих аятах Корана. Его именем названа 71 сура, ниспосланная в Мекке. Соплеменники Нуха не поверили ему, за что были уничтожены Аллахом.

## Нух в Коране
В Коране рассказывается, как по приказу Аллаха пророк Нух стал проповедовать единобожие своему народу, который поклонялся идолам Вадду, Суве, Ягусу, Яуку и Насру. Его сочли безумцем, ругали, унижали, грозили побить камнями. Ему не поверила даже его собственная жена, которая первой назвала его сумасшедшим.
Никакие увещевания Пророка не помогали и тогда он взмолился к Аллаху о помощи и о наказании неверующих. Аллах приказал Нуху строить ковчег, затем «закипела печь» и из под земли и с небес излилась вода, которая заполнила весь мир. Спаслись только пророк Нух, его близкие и те, кто ему поверил, а также взятые в ковчег пары всех живых существ. Один из сыновей пророка отказался плыть с ним, надеясь спастись от потопа на горе, и погиб.
Ковчег носило по огромным, как горы, волнам, а затем, когда вода спала, он опустился на гору аль-Джуди. Спасённый Нух безуспешно молил Аллаха воскресить его сына, но Аллах отказал, так как неверующий сын перестал быть членом семьи Пророка, которую Бог обещал спасти.
В Коране в связи с Нухом говорится, что «Это — из рассказов про сокровенное. Мы открываем их тебе; не знал их ты и твой народ до этого». Из этого обычно делают вывод, что до ниспослания Корана хиджазцы не знали историю пророка Нуха. Между тем доисламские поэты Аравии, многие из которых были современниками пророка Мухаммада, достаточно хорошо знали его. Эпизоды из истории Нуха отсутствующие в Коране (например, о голубке, приносящей ветвь), описана или упоминается в достоверных стихах Тарафы, аль-А’ша, Умаййи ибн Абу-с-Сальта.
Коранический рассказ содержит аравийские реалии, указывающие на аравийское бытование легенды, — гора аль-Джуди в Аравии, аравийские имена идолов. Коран кратко излагает историю потопа, отводя основное и значительное по объёму место спорам Нуха с соплеменниками, что является явной параллелью споров пророка Мухаммада с мекканцами.
История Нуха послужила моделью и первым звеном в историях о народах, не поверивших своим пророкам и жестоко за то наказанных Аллахом (Лут, Салих, Худ, Шуайб).
Отличительной особенностью коранического рассказа от библейского является наличие мотива разгоревшейся печи и история о гибели сына Нуха, отказавшегося сесть в ковчег.

## Нух в преданиях
Основным источником для расцвечивания легенды о Нухе в средневековой мусульманской литературе был библейский рассказ и иудейские предания (исраилият). Комментаторы Корана ввели в рассказ имена жены и детей Нуха. Среди имён погибшего сына приводят такие имена как Йам, Кан’ан и др. Нуха называют первым долгожителем (му’аммар), подробно описывают насмешки соплеменников по поводу строительства ковчега.
Нух с малых лет вел праведный образ жизни и служил Аллаху. Он занимался сельскохозяйственными работами и животноводством, владел ремеслами. В возрасте пятидесяти лет Аллах сделал его пророком для всех народов и племён, населявших в те времена землю. Он вёл проповеди на основании религии, которая была известна от прежних пророков и ему не была дана от Аллаха Книга.
Ковчег Нуха описывается как трёхъярусный, его передняя часть была в виде головы петуха, задняя — в виде его хвоста. Вместе с Нухом в строительстве ковчега участвовали и те люди, которые уверовали. Их вдохновлял ангел Джибриль. Первым вошедшим в ковчег животным был муравей, а последним — осёл, вместе с которым туда проник Иблис. В ковчеге было сохранено тело Адама. Кроме Нуха было около 80 человек, в том числе его сыновья Сам (Сим), Хам и Йафес (Иафет). Новые поколения людей произошли от сыновей Нуха: Сам стал прародителем арабов, персов и европейцев; Хам — темнокожих индийцев и африканцев, а Йафес — тюрок и других азиатов. Расплодившееся человечество заняло всю планету, в связи с чем Нуха называют «вторым Адамом».
Когда утихла буря, Нух послал на поиски суши во́рона, который не вернулся, обнаружив землю и пропитание. Затем была послана голубка, которая вернулась со свежей веткой. В награду ей было подарено красивое ожерелье, которое с тех пор украшает шею всех голубок. Аравийская гора аль-Джуди постепенно была идентифицирована с Курдистанскими горами, действительным библейским Араратом.
Вода, затопившая весь мир, обошла мекканскую «заповедную территорию» (харам). Кааба, построенная Адамом, была поднята на небеса, где ангел Джибриль сберег и священный камень (хаджар аль-асвад), который в те времена был ещё белым, а не чёрным.